# 黒川鮎美
黒川 鮎美（くろかわ あゆみ、1985年4月5日 - ）は、日本の女優・タレント・歌手・モデル。ラスタエンターテインメント→MSエンタテインメント所属。京都府出身。身長163cm。

## 出演

### 映画
- 罪の声（2020年）
- 私のいない世界 -主演（2015年、一尾直樹監督）
- 手のひらのパズル -脚本・プロデュース・監督・編集・主演（2023年）
- 息子と呼ぶ日まで（2024年公開予定） - 監督・脚本・出演[3]

### 舞台
- GO!JET!GO!GO!Vol.7 - アカネ役（2013年、藤森一郎演出）
- GO!JET!GO!GO!Vol.5 - アカネ役（2013年、藤森一郎演出）
- 八月のシャハラザード（2012年、妹尾青洸演出）
- まちかどのゆめ（2011年、橋本千春演出）

### テレビ
- シェフは名探偵（2021年、テレビ東京)
- アンサングシンデレラ　笹木役（2020年、フジテレビ)
- 白い巨塔（2019年、フジテレビ）
- トリハダ㊙︎スクープ映像100科ジテン
- 日本赤軍 重信房子役（2016年、テレビ朝日）
- クオリティオブライフ（2015年、BS-TBS）
- サカジョ - レギュラー（2015年、千葉テレビ）
- せのぶら!（2010年4月5日 - 2014年、朝日放送・「せのぶら本舗」レポーター）
- フジヤマ☆スタア（関西テレビ）
- チュートリアルのチューして!（2008年、関西テレビ）
- ムハハnoたかじん（関西テレビ）
- ザヴァイバル（奈良テレビ・三重テレビ）

### ウェブドラマ
- 全部やめれたらいいのにね（2022年、TEATriCO BOX） - 杉本夏子 役[4]

### その他
- VP　アバー・インフォメーション - 山田役（2015年）
- 雑誌　AERA - リポーターモデル
- 雑誌　ヨンクル - 表紙モデル